# Lista de sítios arqueológicos neandertais
Lista de fósseis de H. neanderthalensis. 

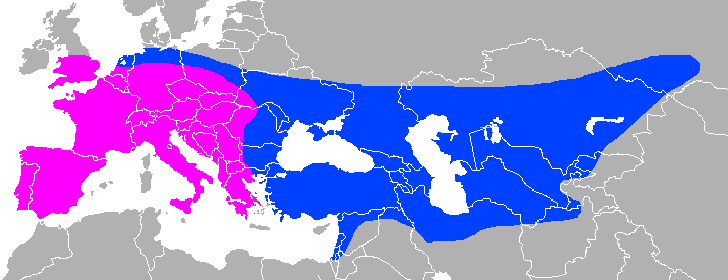
Extensão máxima do território dos neandertais.

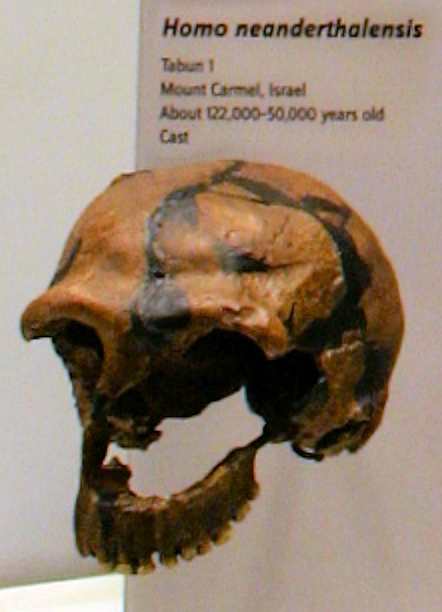
Crânio fóssil de Tabun 1.

## Lista
| Ano  | Nomenclatura do Fóssil         | Local da Descoberta | Fonte  |
| ---- | ------------------------------ | ------------------- | ------ |
| 1829 | Engis 2                        | Bélgica             | [ 1 ]  |
| 1848 | Gibraltar 1                    | Gibraltar           | [ 1 ]  |
| 1856 | Neanderthal 1                  | Alemanha            | [ 2 ]  |
| 1899 | Krapina 3                      | Croácia             | [ 1 ]  |
| 1908 | La Chapelle-aux-Saints 1       | França              | [ 3 ]  |
| 1909 | La Ferrassie 1                 | França              | [ 4 ]  |
| 1909 | Le Moustier                    | França              | [ 5 ]  |
| 1911 | La Quina 5                     | França              | [ 1 ]  |
| 1915 | La Quina 18                    | França              | [ 1 ]  |
| 1929 | Saccopastore 1                 | Itália              | [ 6 ]  |
| 1935 | Swanscombe Man                 | Swanscombe          | [ 7 ]  |
| 1938 | Teshik-Tash 1                  | Uzbequistão         | [ 8 ]  |
| 1939 | Mt. Circeo 1                   | Itália              | [ 9 ]  |
| 1961 | Amud 1                         | Israel              | [ 10 ] |
| 1961 | Shanidar 1                     | Iraque              | [ 11 ] |
| 1968 | Tabun C1                       | Israel              | [ 12 ] |
| 1981 | Bontnewydd                     | Reino Unido         | [ 13 ] |
| 1983 | Kebara 2                       | Israel              | [ 14 ] |
| 1992 | Amud 7                         | Israel              | [ 14 ] |
| 1993 | Homem de Altamura              | Itália              | [ 15 ] |
| 1993 | Scladina                       | Bélgica             | [ 1 ]  |
| 1994 | SID-00B                        | Espanha             | [ 16 ] |
| 1994 | SID-20                         | Espanha             | [ 16 ] |
| 1998 | Criança de Lapedo (híbrido)    | Portugal            | [ 17 ] |
| 2002 | Oase 1 (híbrido)               | Romênia             | [ 18 ] |
| 2003 | Obi-Rakhmat 1                  | Uzbequistão         | [ 19 ] |
| 2012 | Denny (híbrido)                | Rússia              | [ 20 ] |
| 2021 | Grotta Guattari (9 indivíduos) | Itália              | [ 23 ] |